# Henri Dès
Henri Dès (Rođen 1940. u Renensu, Vaud, Švicarska) je švicarski pjevač i tekstopisac popularan u Francuskoj i Europi. 
1970. je izdao svoj prvi album koji se zvao Retour.
1969. je pobijedio na Sopot International Festivalu s pjesmom Maria Consuelo
Predstavljao je Švicarsku na Pjesmi Eurovizije 1970. s pjesmom Retour te je osvojio vrlo dobro četvrto mjesto. Šest godina kasnije je sudjelovao na švicarskom finalu za izbor pjesme Eurovizije te je osvojio još jedno 4. mjesto
Od 1977. radi glazbu za djecu te je do danas ostvario mnoge uspjehe u tom području